# Copa América w futsalu
Copa América w futsalu (wcześniej Mistrzostwa Ameryki Południowej w futsalu) – turniej futsalowy mający na celu wyłonienie Mistrza Ameryki Południowej w futsalu. Rozgrywany jest od 1964 r. (najstarszy turniej w futsalu). Dotychczas odbyło się 21 turniejów.

## Mistrzostwa Ameryki Południowej
| 1964 Więcej | Paragwaj  | Paragwaj |  | Brazylia |           |  |           |
| 1969 Więcej | Paragwaj  | Brazylia |  | Paragwaj | Argentyna |  | Urugwaj   |
| 1971 Więcej | Brazylia  | Brazylia |  | Urugwaj  | Paragwaj  |  | Peru      |
| 1973 Więcej | Urugwaj   | Brazylia |  | Urugwaj  | Paragwaj  |  | Argentyna |
| 1975 Więcej | Argentyna | Brazylia |  | Urugwaj  | Paragwaj  |  | Argentyna |
| 1976 Więcej | Urugwaj   | Brazylia |  | Paragwaj | Urugwaj   |  | Argentyna |
| 1977 Więcej | Brazylia  | Brazylia |  | Paragwaj | Kolumbia  |  | Urugwaj   |
| 1979 Więcej | Kolumbia  | Brazylia |  | Urugwaj  |           |  |           |
| 1983 Więcej | Urugwaj   | Brazylia |  | Paragwaj | Urugwaj   |  | Argentyna |
| 1986 Więcej | Argentyna | Brazylia |  | Paragwaj | Argentyna |  | Urugwaj   |
| 1989 Więcej | Brazylia  | Brazylia |  | Paragwaj | Urugwaj   |  | Boliwia   |

## Copa América
| 1992 Więcej | Brazylia  | Brazylia  |     | Argentyna | Paragwaj  |     | Ekwador   |
| 1995 Więcej | Brazylia  | Brazylia  |     | Argentyna | Urugwaj   |     | Paragwaj  |
| 1996 Więcej | Brazylia  | Brazylia  | 8:1 | Urugwaj   | Argentyna | 2:1 | Paragwaj  |
| 1997 Więcej | Brazylia  | Brazylia  | 6:0 | Argentyna | Paragwaj  |     | Urugwaj   |
| 1998 Więcej | Brazylia  | Brazylia  | 9:1 | Paragwaj  | Urugwaj   |     | Argentyna |
| 1999 Więcej | Brazylia  | Brazylia  | 9:4 | Paragwaj  | Argentyna |     | Urugwaj   |
| 2000 Więcej | Brazylia  | Brazylia  | 6:0 | Argentyna | Urugwaj   | 4:2 | Boliwia   |
| 2003 Więcej | Paragwaj  | Argentyna | 1:0 | Brazylia  | Paragwaj  | 9:4 | Peru      |
| 2008 Więcej | Urugwaj   | Brazylia  | 6:2 | Urugwaj   | Argentyna | 3:2 | Paragwaj  |
| 2011 Więcej | Argentyna | Brazylia  | 5:1 | Argentyna | Paragwaj  | 3:1 | Kolumbia  |